# Coenochilus campbelli
Coenochilus campbelli är en skalbaggsart som beskrevs av Saunders 1842. Coenochilus campbelli ingår i släktet Coenochilus och familjen Cetoniidae. Inga underarter finns listade i Catalogue of Life.